# Saint-Savin (Żyronda)
Saint-Savin – miejscowość i gmina we Francji, w regionie Nowa Akwitania, w departamencie Żyronda.
Według danych na rok 1990 gminę zamieszkiwało 1886 osób, a gęstość zaludnienia wynosiła 56 osób/km² (wśród 2290 gmin Akwitanii Saint-Savin plasuje się na 223. miejscu pod względem liczby ludności, natomiast pod względem powierzchni na miejscu 240.).